# Cecilton
Cecilton – miasto w Stanach Zjednoczonych, w stanie Maryland, w hrabstwie Cecil.